# Diecezja Rancagua
Diecezja Rancaqua – rzymskokatolicka diecezja w Chile z siedzibą w Rancagua, obejmująca region Libertador.
Ustanowiona 18 października 1925 przez papieża Piusa XI bullą Apostolis Muneris ratio.